# Ондар, Онер Хулерович
Онер Хулерович Ондар (16 марта 1966 — 19 сентября 2021) — российский политик, член Совета Федерации (2011—2014).

## Биография
Родился 16 марта 1966 года в селе Бора-Тайга.
В 1984 году поступил в Алтайский медицинский институт, прошёл действительную военную службу с 1985 по 1987 год и в 1993 году окончил лечебный факультет Алтайского государственного медицинского института по специальности врач-хирург. В 1995—1997 годах был хирургом в Сут-Хольской центральной кожуунной больнице, затем назначен её главным врачом.
С 2002 по 2010 год являлся депутатом Законодательной палаты Великого Хурала (парламента) Республики Тыва, занимал должность председателя Комитета по контролю и регламенту (в 2004 году окончил Хакасский государственный университет имени Н. Ф. Катанова, в 2006 году — Российскую академию государственной службы при президенте Российской Федерации). В 2010—2014 годах состоял депутатом Верховного Хурала (парламента) Республики Тыва. С 2008 года руководил общественной приемной Председателя партии «Единая Россия» Д. А. Медведева в Республике Тыва.
20 декабря 2013 года депутаты Верховного хурала избрали Ондара представителем законодательного органа власти Республики Тыва в Совете Федерации ввиду досрочной отставки Алексея Пиманова.
С декабря 2013 по октябрь 2014 года состоял в Комитете Совета Федерации по регламенту и организации парламентской деятельности.
27 октября 2014 года Ондара сменила в верхней палате Федерального собрания Оксана Белоконь, бывшая помощница другого сенатора от Тывы — Галины Мунзук.
В ноябре 2014 года возглавил аппарат Верховного Хурала, в 2019 году вновь избран его депутатом.
Скончался 19 сентября 2021 года.